# Lithacodia rubrilis
Lithacodia rubrilis är en fjärilsart som beskrevs av Emilio Berio 1954. Lithacodia rubrilis ingår i släktet Lithacodia och familjen nattflyn. Inga underarter finns listade i Catalogue of Life.